# 埃梅里克·热内伊
埃梅里克·热内伊（羅馬尼亞語：Emerich Jenei，1937年3月22日—），罗马尼亚前足球运动员及足球教练，被认为是罗马尼亚最优秀的足球主教练之一。他在2000年以63岁高龄率领罗马尼亚国家足球队参加2000年欧洲足球锦标赛，成为当时欧洲杯决赛圈历史上年纪最大的主教练。